# جخدبية
جُخْدُبِيّة أو نطاطاوات طويلة القرون (الاسم العلمي: Tettigoniinae)، فُصيلة حشرات من مستقيمات الأجنحة وفصيلة نطاطات طويلة القرون. تضم مئات الأنواع، التي توجد في الأمريكتين وأستراليا وجنوب إفريقيا وأوروبا (خاصة البحر المتوسط) والشرق الأدنى. ترتبط هذه الحشرات التي تعيش في المناطق الحديثة في أستراليا ارتباطًا وثيقًا بالتي في جنوب إفريقيا. على الرغم من أنه كافة المجموعات مرتبطة ببعض. وهي تُنسب إلى حيوانات جندوانا.